# أنور هادزيابديتش
إنفير هادزيابديتش، من مواليد 6 نوفمبر 1945، لاعب كرة قدم يوغسلافي سابق، ومدرب كرة قدم بوسني حالي.
حتى الآن هو الشخص الوحيد في تاريخ جيلييزنيتشار الذي فاز بلقب الدوري كلاعب وكمدير. كلاعب فاز بالدوري اليوغوسلافي الأول مع جيلييزنيتشار في عام 1972 والدوري الأول للبوسنة والهرسك في عام 1998. 

## المسيرة الكروية

### النوادي
بدأ هادزيابديتش لعب كرة القدم في فرق الشباب من إسكرا بوغوينو وبراتستفو ترافنيك، قبل أن يوقع أول عقد احترافي له مع جيلييزنيتشار في عام 1965. لعب أكثر من 450 مباراة للنادي خلال السنوات التسع التالية. كما فاز معه بالدوري اليوغوسلافي الأول في موسم 1971-72.
في عام 1974، وقع هادزيابديتش مع نادي رويال شارلروا البلجيكي حيث مكث فيه ثلاثة مواسم. عاد إلى البوسنة والهرسك وانضم إلى فيليز موستار. ذهب إلى اليونان بعد عامين ووقع عقدًا مع نادي لاريسا حيث مكث لمدة عام واحد وبعد ذلك تقاعد من كرة القدم الاحترافية في عام 1980 عن عمر 35 عامًا.

### المسيرة الدولية
كان هادجيابديتش أحد أفضل المدافعين الأوروبيين في أوائل السبعينيات، وظهر لأول مرة مع يوغوسلافيا في مباراة ودية في أبريل 1970 ضد النمسا وشارك في 11 مباراة دولية ولم يسجل أي هدف. كان أيضًا أحد أعضاء الفريق الذي شارك في كأس العالم لكرة القدم 1974. كانت آخر مباراة دولية له في كأس العالم في يوليو 1974 ضد السويد. 

## المسيرة الإدارية
بعد التقاعد، عاد هادزيابديتش إلى سراييفو حيث تخرج من كلية التربية البدنية بجامعة سراييفو.

### الإدارة في إيران وقطر
في عام 1994، أصبح هاديابديتش مديرًا للفريق الأولمبي الإيراني، وبعد ذلك بعامين في عام 1995، مدير فريق شباب الريان. كان مديرًا لفريق الشباب حتى عام 1997.

### جيلييزنيتشار
في يناير 1998، تولى هادزيابديتش منصب المدير في جيلييزنيتشار. تمكن من قيادة النادي للفوز بلقب البطولة البوسنية في موسمه الأول. في شتاء 1999، استقال هادجيابديتش بسبب نتائج الدوري المخيبة رغم فوزه بكأس السوبر البوسني في عام 1998 ضد أكبر منافسيه، نادي ساراييفو.
لكنه عاد مرة أخرى في الموسم التالي في عام 1999 حيث قاد النادي إلى لقب كأس البوسنة والهرسك لأول مرة في عام 2000. وترك النادي مرة أخرى بعد فترة وجيزة من فوزه بالكأس.

### تيرانا
في عام 2002، أصبح هادزيابديتش المدير الجديد لنادي تيرانا في دوري السوبر الألباني. فاز في موسمه الوحيد مع النادي بكأس السوبر الألباني في 14 سبتمبر 2002 بعد فوزه على دينامو تيرانا 6-0 في كأس السوبر في ذلك العام. أقيل من قبل إدارة النادي في 21 فبراير 2003 بعد نتائجه السيئة.

### الرجوع إلى جيلييزنيتشار
بعد عدة سنوات من العمل كمدير للملعب، أصبح مرة أخرى مدربا لجيزنيجار في 10 يناير 2007 وظل في هذا المنصب حتى يونيو 2008.

## وصلات خارجية
- أنور هادزيابديتش على موقع الاتحاد الدولي (مؤرشف)  (الإنجليزية)
- أنور هادزيابديتش على موقع قاعدة بيانات كرة القدم.إي يو (الإنجليزية)
- أنور هادزيابديتش على موقع ناشيونال فوتبول تيمز (الإنجليزية)
- أنور هادزيابديتش على موقع Soccerway.com (الإنجليزية)
- أنور هادزيابديتش على موقع عالم كرة القدم.نت (الإنجليزية)